# 深野和夫
深野 和夫（ふかの かずお、1925年10月21日 -  2021年11月16日）は、日本の銀行家。山陰合同銀行頭取を務めた。

## 来歴・人物
神奈川県出身。1947年に東京大学法学部政治学科を卒業し、同年10月に日本銀行に入行した。1978年7月に監事を経て、1981年6月に山陰合同銀行副頭取に就任し、1983年6月には頭取に昇格。1992年6月に会長に就任し、1995年6月に取締役相談役を経て、1998年6月には相談役に就任。
2003年11月に旭日中綬章を受章。
2021年11月16日、死去。96歳没。